# Notacja cheironomiczna

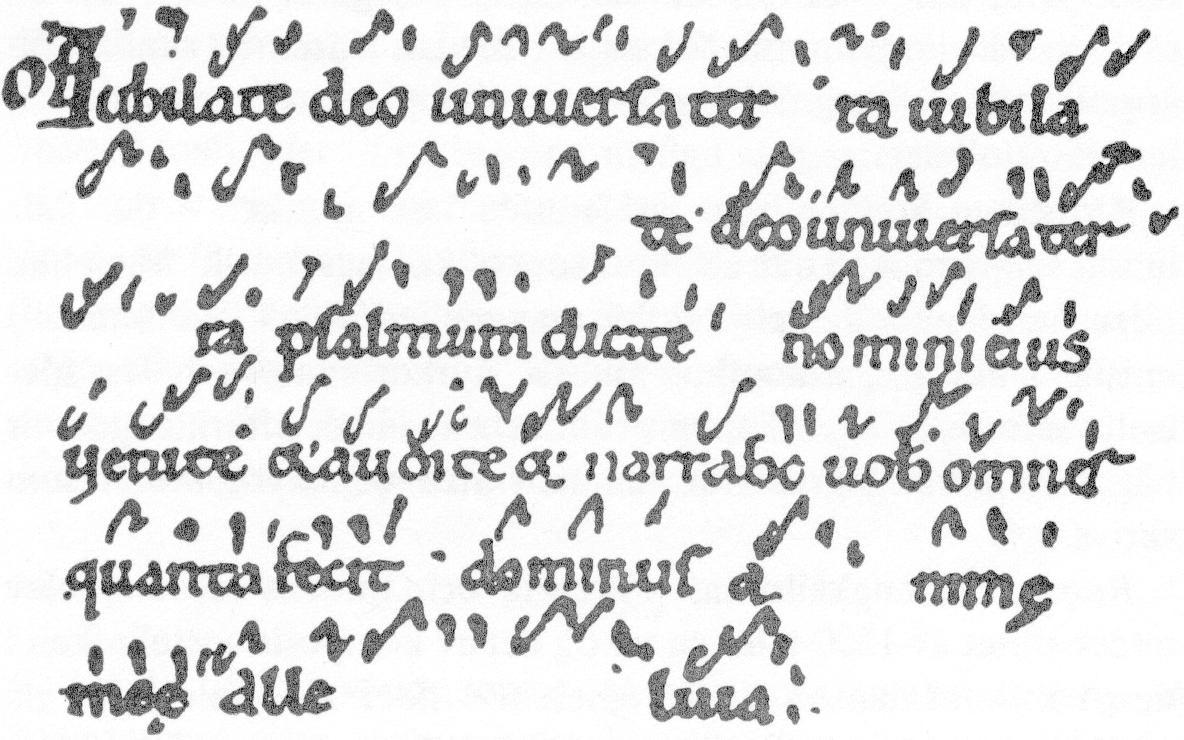
Notacja cheironomiczna nad tekstem chorału gregoriańskiego Jubilate Deo universa terra (Psalm 66) śpiewanego podczas offertorium

Notacja cheironomiczna (gr. cheir = ręka, gr. nomos = prawo) – rodzaj wczesnej notacji muzycznej; pierwotna forma notacji neumatycznej, w której symbole graficzne zapisane nad wersami tekstu utworu określają tylko ogólny zarys melodii, akcenty i artykulację, a nie określają rytmu ani absolutnej wysokości dźwięków. Ułatwiają zapamiętanie melodii, ale nie pozwalają odtworzyć kompozycji nieznanej. Najstarsze źródła pisane pochodzą z VIII wieku. Badacze przypuszczają, że znana była już wcześniej. W XI wieku zaczęła być wypierana notacją diastematyczną. Muzykolodzy przypuszczają, że służyła bardziej jako pomoc dla kantora dyrygującego chórem wykonującym chorał gregoriański, niż jako sposób utrwalenia muzyki dla celów edukacyjnych. Nie istniał jeden wspólny dla większego regionu system notacji cheironomicznej, ale niektóre ośrodki chorałowe (m.in. w St. Gallen, Metz i Benewent) wypracowały charakterystyczny dla siebie system znaków.
Notacja cheironomiczna jest przedmiotem badań paleografii muzycznej, a przykładowe źródło historyczne jakim jest XII-wieczny Pontyfikał płocki zawiera ponad 200 pieśni (offertoria, antyfony, hymny, psalmy), z których większość opatrzona jest tą właśnie notacją. Wg jednej z teorii opracowana została w VIII wieku na potrzeby wprowadzenia rytu rzymskiego w Królestwie Franków.
Termin „neumy cheironomiczne” wprowadził do teorii muzyki na początku XX wieku francuski muzykolog André Mocquereau. Nieco wcześniej, w 1895, niemiecki muzykolog Oskar Fleischer wysunął przypuszczenie, że te „gestykularne” symbole odwzorowują ruchy dłoni dyrygenta prowadzącego chór. Wg innej teorii utworzono je wzorując się na akcentach z alfabetu greckiego.